# Сураджпур (округ)
Сураджпур (англ. Surajpur) — округ в индийском штате Чхаттисгарх. Образован в 1 января 2012 года, путём выделения из округа Сургуджа. Административный центр — город Сураджпур. Площадь — 15 765 км². Население — 2 570 867 человек (на 2001 год).

## География
Район Сураджпур расположен в северной части Чхаттисгарха, в регионе Сургуджа. Район граничит с районом Кория на западе, районом Синграули Мадхья -Прадеш на севере, районом Балрампур на северо-востоке, районом Сургуджа на юго-востоке и районом Корба на юге.
Район в основном состоит из плато Сургуджа. На севере находится пояс лесистых гор длиной около 75 км и шириной 30 км. В этих горах расположена долина реки Риханд , которая является притоком Сон. Она впадает в район Сураджпур с юго-востока и течет через север. В районе к ней присоединяются более мелкие притоки, такие как Махан.